# 제20회 금마장
제20회 금마장의 시상식에 관한 내용이다.

## 수상 및 후보

### 작품상
- 소필적고사 - 진곤후 수상

### 감독상
- 소필적고사 - 진곤후 수상

### 남우주연상
- 손월 수상

### 여우주연상
- 육소분 수상

### 남우조연상
- 곡봉 수상

### 여우조연상
- 영영 수상